# Mackintosh

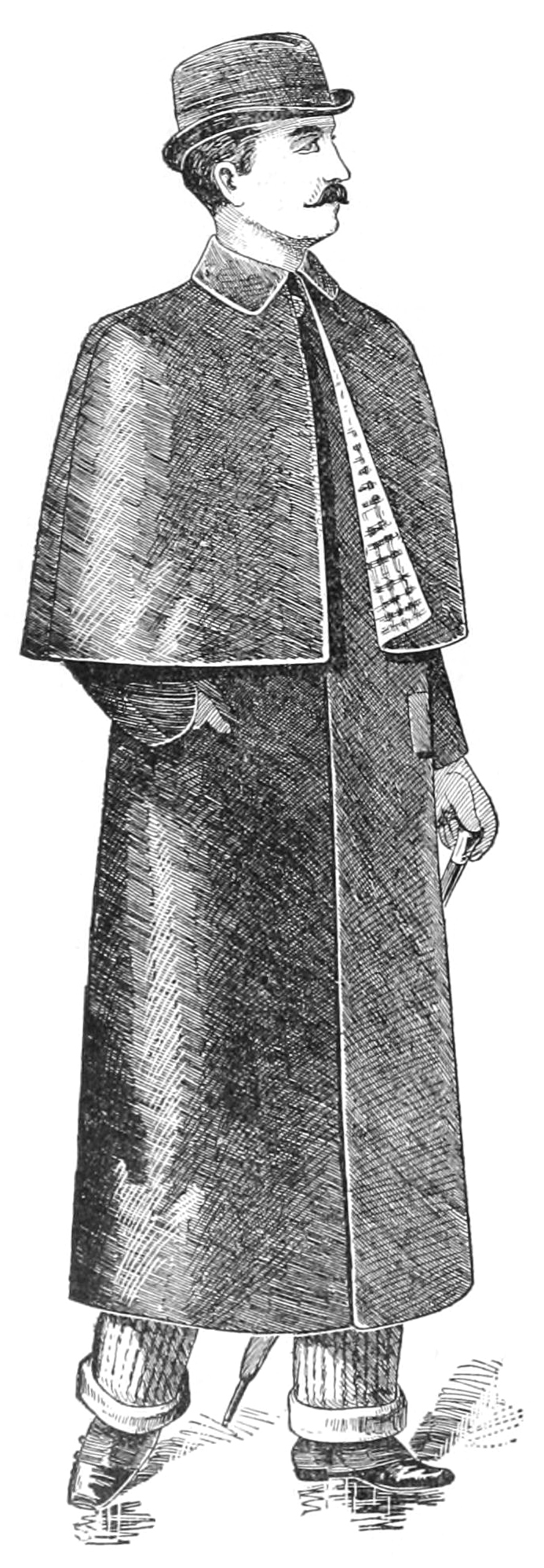
Mackintosh, da un catalogo del 1893

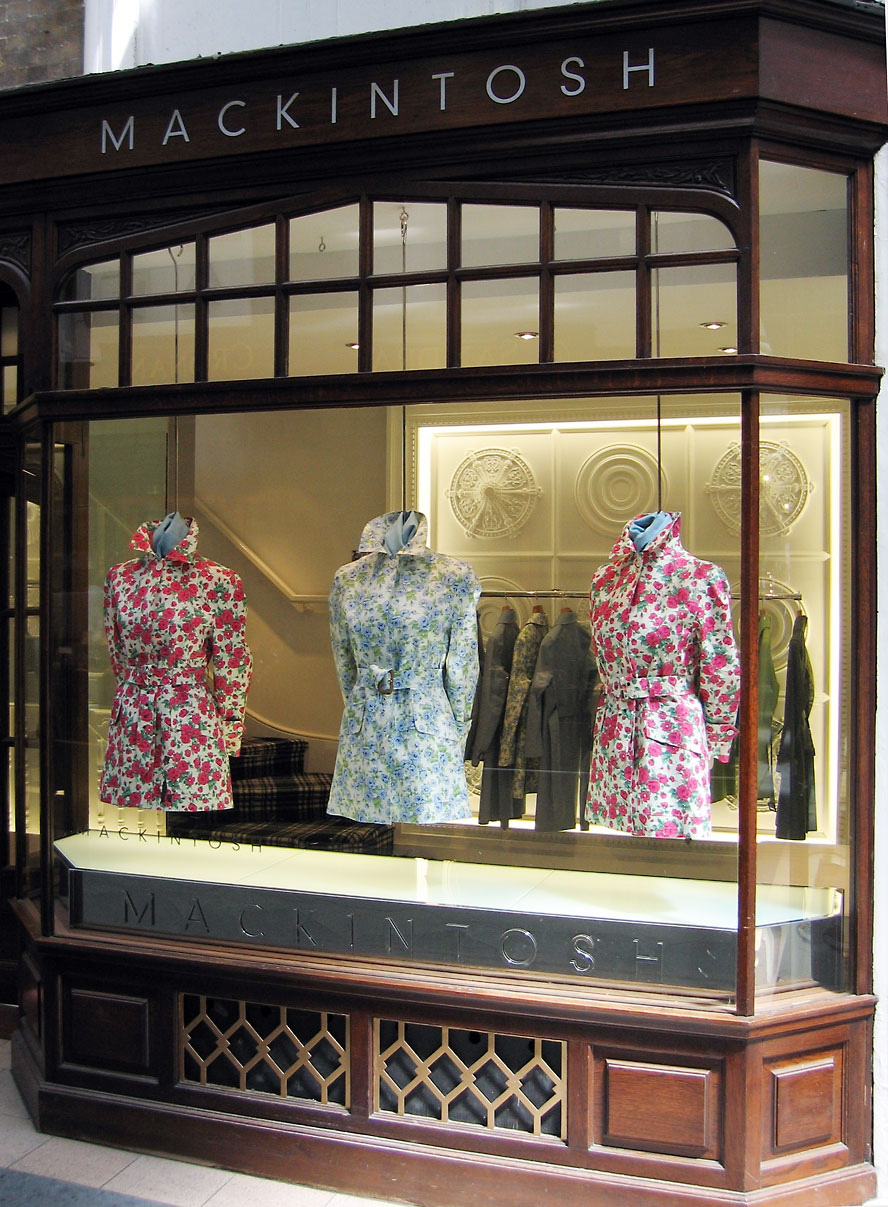
Negozio Mackintosh a Londra

Mackintosh è un tipo di mantello o soprabito impermeabile.

## Storia
Venne inventato nel 1823 e messo in commercio nel 1824 dall'inventore scozzese Charles Macintosh da cui prende il nome, che aveva creato un materiale resistente all'acqua per rendere impermeabile un tessuto.